# 2015년 부천국제판타스틱영화제
제19회 부천국제판타스틱영화제는 2015년 7월에 개최된 영화제이다. 개/폐막장 : 부천체육관주요상영관 : 부천시청, 한국만화박물관, CGV 소풍, CGV 부천, 롯데시네마 부천야외상영 및 공연 : 부천시청 앞 잔디광장에서 개최되었으며 사회자는 신현준이다.

## 수상 및 후보

### 작품상(장편)
- 기항지 - 옹자광 수상

### 남우주연상(장편)
- 부에노스 아이레스 살인사건 - 치노 다린 수상
- 기항지 - 제시 리 수상

### 감독상(장편)
- 터보 키드 - 아눅 휘셀 외 2명 수상

### 심사위원 특별상(장편)
- 차이나타운 - 한준희 수상

### 같이의 가치 NH농협관객상
- 마스터 플랜 - 알랑 다보르그 수상

### 한국단편특별상
- 불한당들 - 안승혁 수상

### 넷팩상
- 백엔러브 - 타케 마사하루 수상

### 심사위원상(단편)
- 러브 스토리 - 스티븐 베이커 수상

### 관객상(단편)
- 고구마 가족 - 박중하 수상

### 대상(단편)
- 안야는 저승사자 - 이도 소스콜른 외 1명 수상

### 특별언급
- 피셔맨 - 알레한드로 수아레즈 로자노 수상
- 봄베이 벨벳 - 아누락 카시압 수상
- 기항지 - 마이클 닝 수상
- 차이나타운 - 김고은 수상

### EFFFF 아시아 영화상
- 암살 교실 - 하스미 에이이치로 수상

### LG 하이엔텍상
- 앨리스 : 원더랜드에서 온 소년 - 허은희 수상

### 프로듀서스 초이스
- 이민호 수상
- 문채원 수상

### 판타지아 어워드
- 정우 수상
- 김고은 수상

### 잇스타 어워드
- 오달수 수상

### 부천 초이스(장편)
- 차이나타운 - 한준희
- 엑스트라오디너리 테일 - 라울 가르시아
- 허니문 - 디에고 코엔
- 쉐도우 하우스 - 로셀라 드 베누토
- 세탁소 기담 - 리 청
- 포토그래퍼 - 발데마르 크르지스텍
- 롤링 - 토미나가 마사노리
- 타투이스트 - 이서

### 부천 초이스(단편)
- 인턴십 - 심현석
- 생선 소스 향기 - 트링 밍
- 의문의 사립학교 - 나단 휴즈
- 사나이 - 이봉수
- 아트 오브 제스처 - 이반 레드킨
- 당신의 뜻 - 임경동
- 더 스크립 - 박창현

### 금지구역
- 찰리농장의 저주 - 크리스 선
- 데스가즘 - 제이슨 레이 하우덴
- 져먼 앵스트 - 요르그 부트게라이트 외 2명
- 바이올런트 쉿 - 루이지 파스토레

### 판타스틱 단편 걸작선
- e-Social - 나탈리아 람프로폴로우
- 자니 익스프레스 - 우경민
- 이웃집 소녀와 나 - 아냐 줄루에타
- 별이 빛나는 밤에 - 양재준
- 물보다 진한 - 이승엽
- 개미집 - 아마니 투파이
- 녹색문 - 배준현
- 좋아해 - 이채민
- 벗겨진 살결 - 루카스 사
- 작은 겨울 모임 - 심범식
- 은희 - 윤서현
- 후 만나다 - 박나희
- 벌레아이 - 김윤경
- 사랑의 자장가 - 리우 롱 하오
- 턴 온 - 맷 오웬
- 카탈리나와 태양 - 안나 파울라 호니그
- 더미: 노 웨이 아웃 - 김은성 외 2명
- 이퀄라이져 - 염지호
- 슬래셔 무비를 위한 밤 - 샨트 하마시안
- 테이크 0 - 전성빈
- 방과 후 티타임 리턴즈 - 구교환
- 그녀 - 김고은
- 뛰어내리든지 살든지 - 첸융치
- 산 - 김민수
- 어릿 광대를 보내주오 - 케이트 쉔튼
- 현도가 - 고준
- 아빠가 죽으면 나는 어떡하지? - 남순아
- 더 샌드 - 주수현
- 타이거 - 제이콥 첼코우스키
- 모성과 본능 - 아담 볼트
- 부검 - 오도건
- 바퀴벌레 - 토마스 판탈라치
- 블러디 윈터 - 레오나르도 페피
- 서커스 - 신동규
- 핏줄기 - 퍼시벌 아게로 멘도자
- 고독한 사냥꾼 - 파스칼 라이스터
- 지하주차장 - 루이스 베르나데즈
- 심신 I. 이원론/심신 II. 일원론 - 임정서
- 우동's 브라더스 - 문남규
- 어느 커플의 마지막 날 - J. 자비에 벨라스코
- 컵케이크 - 제인 마그누손
- 실연한 이들을 위한 동화 - 클로이 마즐로
- 택시 드라이버 - 정혜원
- 산책 - 이원석
- 미술품 도난사건 - 마뉴엘 보겔
- 죽음의 화신 Dji. - 드미트리 볼로신
- 디스토피아 - 박선용
- 교통체증에서 벗어나기 위한 방법 - 샌디 가펑클
- 극단의 불면증 - 뱅상 투자스
- 초능력자 - 권만기
- 무한반복 - 데이비드 코일
- 앙상블 에피소드 시리즈 - 투와 투
- 균형잡기 - 베른하르트 웽거
- 파발 - 이광진
- 기음 - 현조
- 남의 꼬리를 탐하지 마라 - 루이스바 푸엔테스 마르티네즈
- 철남 - 노장식
- 꿈꾸는 아이 - 정승오
- 카운트다운! 탈출 시작 - 알렉스 파촌
- 아이를 찾아서 - 린드로 S. 코찌
- 죽지못해 산다 - 김창범
- 사월 - 이오은
- 슬럿 - 클로에 오쿠노
- 할로윈 캔디 - JB 미네르바
- 엠보이 - 김효정
- 릴리의 살인마술 - 올리 머레이
- 비비드 - 기욤 포레스티
- 변기에서 휴지까지 - 한지오
- 아름다운 10대를 보내기 위한 가장 아름다운 방법 - 진승완
- 강아지똥 - 김예본
- 곧 휴가 - 박지우
- 수능 전夜 - 이재현
- 들리지 않은 세상에서 가장 아름다운 소리 - 이혜성 외 1명
- Happy Birthday to You - 박하얀

### 월드 판타스틱 시네마
- ABC 오브 데쓰 2 - 30인 공동감독
- 아메리칸 버거 - 요한 브로맨더 외 1명
- 앤트보이 : 레드 퓨리의 복수 - 애스크 해쎌바르크
- 바들라푸르 - 스리람 라그하반
- 블러드 문 - 제레미 우딩
- 천공의 차스케 - 다나카 히로유키
- 데드맨 인페르노 - 시나가와 히로시
- 컵 - 조나스 고바에르츠
- 위기의 여행 - 등연성
- 에멜리 - 마이클 텔린
- 배드민턴의 제왕 - 곽자건
- 구울 - 페트 자클
- 굿나잇 마미 - 베로니카 프랜즈 외 1명
- 무림신공 : 황금봉의 전사 - 이파 이스판샤
- 하빈저 다운 - 알렉 길리스
- 헬리온즈 - 브루스 맥도널드
- 할로우 - 함 트란
- 환상동화 - 로메인 바세트
- 좀비 홀로코스트 - 가이 픽든
- 살인 퍼즐 - 마누엘 고메즈 페레이라
- 예루살렘: 심판의 날 - 요아브 파즈 외 1명
- 호르헤&알베르토 악령퇴치단 - 곤잘로 퀸타나 외 1명
- 악령의 동굴 - 구스타보 헤르난데즈
- 멜리스 - 김용운
- 테이큰 비긴즈 - 하워드 J. 포드
- 택시: 나이트페어 - 줄리안 세리
- 닌자 헌터(일본어판) - 치바 세이지
- 토라카게 대혈전(일본어판) - 니시무라 요시히로
- 뇌내 포이즌 베리 - 사토 유이치
- 예고범 - 나카무라 요시히로
- 리디머 - 에르네스토 디아즈 에스피노자
- 산티소 파일 - 브라이언 마야
- 욕망의 둥지 - 후안퍼 안드레스 외 1명
- 슬로우 웨스트 - 존 맥클린
- 솔로몬의 위증 전편: 사건 - 나루시마 이즈루
- 솔로몬의 위증 후편: 재판 - 나루시마 이즈루
- 스프링 - 저스틴 벤슨 외 1명
- 스트레인저(영어판) - 길예르모 아모에도
- 거대말벌의 습격 - 베니 디에즈
- 시발, 놈 - 인류의 시작 - 백승기
- 스위트 홈 - 라파 마르티네즈
- 팀 - 롤프 반 에릭
- 신체 강탈자들의 도시 - 제이 달
- 와르다 - 하디 알 바고우리
- 나를 찾아봐 - 테드 게오게간
- VHS 3 - 저스틴 벤슨 외 5명
- 좀비버 - 조던 루빈
- 침입자 - 도도 도야오
- 쌍생령 - 젠친

### 비전 익스프레스
- 그리울 련 - 한철수
- 안티고네 - 강억석 외 2명
- 폭력교실 - 포이 아논
- 데지레를 찾아서 - 로스 클락
- 아이히만 쇼 - 폴 앤드류 윌리엄스
- 폴링 - 캐롤 몰리
- 커피의 맛 - 앙가 드위마스 사송코
- 히비락 - 이리에 유우
- 이니시에이션 러브 - 츠츠미 유키히코
- 리틀 빅 마스터 - 관신휘
- 잃어버린 조각 - 장펑홍
- 미스터 하이네켄 - 다니엘 알프레드손
- 종이 달 - 요시다 다이하치
- 동창회의 목적 - 정대만
- 운동남녀 - 앤드류 부자스키
- 고양이 사무라이 2 - 와타나베 타케시
- 샤미타브 - R. 발키
- 스트롭 에지 - 히로키 류이치
- 선샤인 - 박진순
- 타불라 식당 - 아드리얀토 데오
- 타다나의 모든 것 - 앙트와넷 자다온
- 설원의 누와르 - 한누-펙카 뵤르크만 외 4명
- 타이페이 러브 스토리 - 임효겸
- 호러열전 - 니콜라스 클레이만 외 1명
- 살교여인최호명 - 펑하오샹
- 세계의 끝과 원더풀 원더랜드 - 마츠이 다이고
- 왕가흔 - 베니 라우

### BiFan 디스커버리즈
- 애프터 이미지 - 토니 컨
- 하루코의 파라노말 액티비티 - 리사 타케바
- 세탁소 기담 - 리 청
- 루인드 하트: 킬러와 창녀의 러브스토리 - 카븐

### 더 마스터즈
- 성난 화가 - 전규환
- 의리없는 전쟁 - 후카사쿠 킨지
- 무국적소녀 - 오시이 마모루
- 리얼 술래잡기 - 소노 시온
- 터스크 - 케빈 스미스
- 울프토템 - 장 자크 아노
- 도쿄아포칼립스: 최후의 결전 - 미이케 다카시

### 애니 판타
- 아띠-모험의 시작 - 후앙 웬 창
- 명탐정 코난 : 화염의 해바라기 - 시즈노 코분
- 엑스트라오디너리 테일 - 라울 가르시아
- 메니에그: 삶은달걀의 복수 - 졸탄 미클로시
- 호두까기 인형 - 세바스티앙 마스다

### 특별전
- 자살 클럽 - 소노 시온
- 노리코의 식탁 - 소노 시온
- 러브 익스포져 - 소노 시온
- 길티 오브 로맨스: 욕정의 미스터리 - 소노 시온
- 두더지 - 소노 시온
- 지옥이 뭐가 나빠 - 소노 시온
- 러브 & 피스 - 소노 시온
- 리얼 술래잡기 - 소노 시온
- 완벽한 파트너 - 박헌수
- 미조 - 남기웅
- 아티스트 봉만대 - 봉만대
- 배우는 배우다 - 신연식
- 스톤 - 조세래
- 어우동: 주인 없는 꽃 - 이수성
- 십이야 : 깊고 붉은 열두 개의 밤 Chapter 1 - 오인천
- 마녀들의 시간 - 카를로스 엔리크 타보아다
- 크로노스 - 기예르모 델 토로
- KM 31 - 리고베르토 카스타네다
- 천사와 악마 - 에밀리오 포르테스
- 당신과 함께라면 - 아르테미오 나로
- 멕시코 바바로 - 아이작 에즈반 외 7명
- 허니문 - 디에고 코엔
- 악마의 협주곡 - 아드리안 가르시아 보글리아노
- 2001 스페이스 오디세이 - 스탠리 큐브릭
- 바바렐라 - 로제 바딤
- 매드 맥스 2 - 조지 밀러
- 신촌좀비만화 - 류승완
- 방 안의 코끼리 - 권칠인 외 2명
- 지구 최후의 날 - 임찬익
- 기억부검 - 박규택
- 소년병 - 임보영
- 외계인이다 - 김현우
- 콘택트 - 로버트 저메키스

### 회고전
- PTU - 두기봉
- 흑사회 - 두기봉
- 천공의 눈 - 유내해
- 세월신투 - 나계예
- 어둠 속의 이야기: 미리야 - 임달화 외 2명
- 충봉차 - 유호량